# Antocha (Antocha) turkestanica
Antocha (Antocha) turkestanica is een tweevleugelige uit de familie steltmuggen (Limoniidae). De soort komt voor in het Palearctisch gebied.